# Collegium Nowodworski

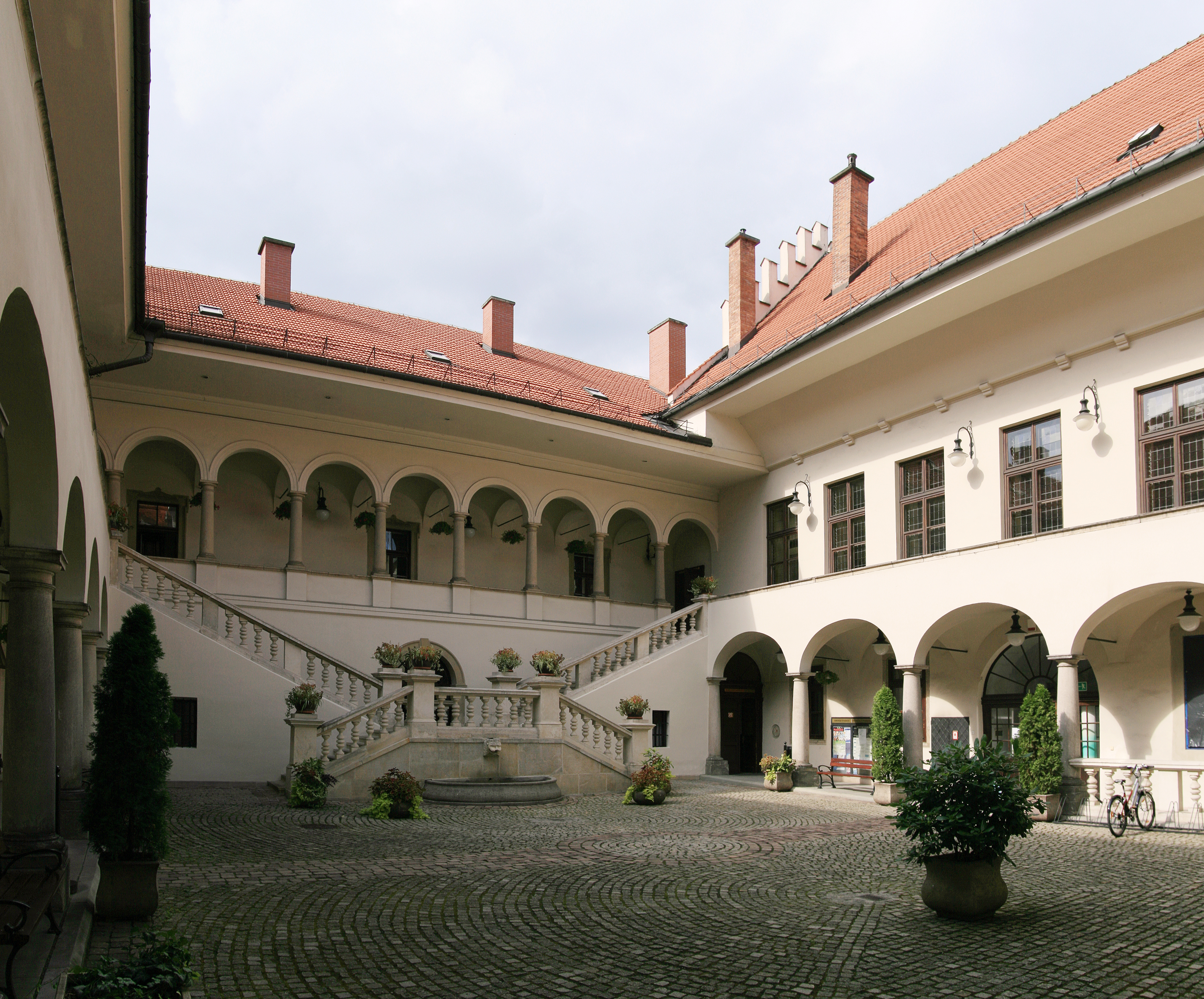
Collegium Nowodworski, Kreuzgang

Das Collegium Nowodworski ist eines der ältesten Gebäude der Jagiellonischen Universität in Krakau.

## Geschichte
Die Jagiellonische Universität wurde 1364 gegründet. Bartłomiej Nowodworski vermachte der Universität 1617 und 1619 einen Großteil seines Vermögens zum Aufbau eines Gymnasiums in Krakau. Dieses wurde von 1636 bis 1643 unmittelbar am Collegium Maius und der Universitätskirche errichtet und nach seinem Stifter benannt. Die Schule zog später um und nach der Nutzung als Universitätsbibliothek übernahm die medizinische Fakultät das Gebäude. Von dieser wird es weiterhin genutzt.